# دايورة قصيرة الأوراق
دايورة قصيرة الأوراق (الاسم العلمي:Diuris brevifolia) هي نوع من النباتات تتبع جنس الدايورة من الفصيلة السحلبية.